# Roginska Gorca
Roginska Gorca je naselje u slovenskoj Općini Podčetrtku. Roginska Gorca se nalazi u pokrajini Štajerskoj i statističkoj regiji Savinjskoj. 

## Stanovništvo
Prema popisu stanovništva iz 2002. godine naselje je imalo 130 stanovnika.